# Bürg-Vöstenhof
Bürg-Vöstenhof – gmina w Austrii, w kraju związkowym Dolna Austria, w powiecie Neunkirchen. Według Austriackiego Urzędu Statystycznego liczyła 175 mieszkańców (1 stycznia 2014).